# Barri de la Recoleta
Recoleta és un barri residencial cèntric de la ciutat de Buenos Aires, Argentina; és una zona de gran interès històric i arquitectònic, en especial pel Cementiri de la Recoleta ubicat allà, i un important atractiu turístic i cultural de la ciutat.

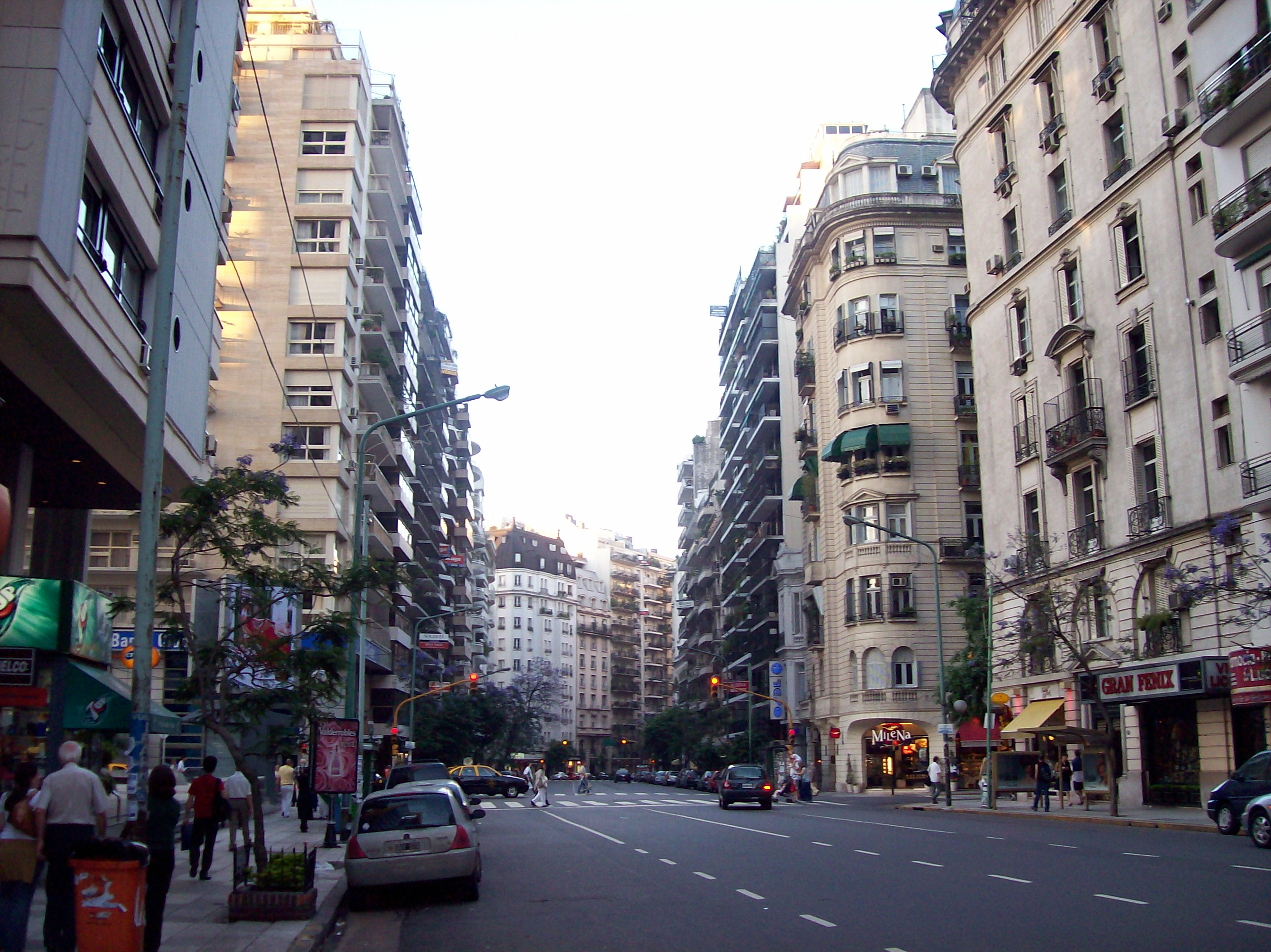
Avinguda Callao i Juncal.

Es considera un barri luxós, ja que el valor del metre quadrat és un dels més cars d'aquesta ciutat.
La Línia D dels Subterranis de Buenos Aires passa per aquest barri.

## Història
El seu nom prové del Convent dels Pares Recoletos, membres de l'orde franciscà que es van establir a la zona a principis del segle xviii, fundant el convent i una església dedicada a la Mare de Déu del Pilar i adjunt a aquest, el cementiri. El passeig de la Recoleta és quasi el centre geogràfic del barri i un dels seus punts més alts, per això a finals del segle xix el lloc va atreure a les famílies benestants del sud de la ciutat, que escapaven de l'epidèmia de la febre groga. Des de llavors, és un dels barris més elegants i cars de Buenos Aires, allotjant mansions familiars, ambaixades i hotels de luxe, incloent-hi el Alvear Palace Hotel, el més luxós de Llatinoamerica.
Aquestes famílies (algunes d'elles, membres de les elits governamentals, descendents de personatges destacats en el període de la independència) van construir al barri mansions i grans edificis d'estil francès (molts d'ells destruïts cap a finals dels anys 50 i 60. Per això, s'ha considerat moltes vegades Buenos Aires com el "París d'Amèrica". Avui en dia, algunes d'aquestes edificacions coexisteixen amb els edificis moderns.
Juntament amb alguns sectors dels barris veïns del Retiro i Palermo, Recoleta forma part de la zona coneguda com a Barri Nord, tradicional per concentrar bona part de la vida cultural de la ciutat.

## Cultura
El barri de la Recoleta destaca pels seus grans espais culturals. A més de monuments històrics, alberga el Museu Nacional de Belles Arts de l'Argentina, la Biblioteca Nacional de l'Argentina, el Centre Cultural Recoleta i d'altres pavellons i exposicions.

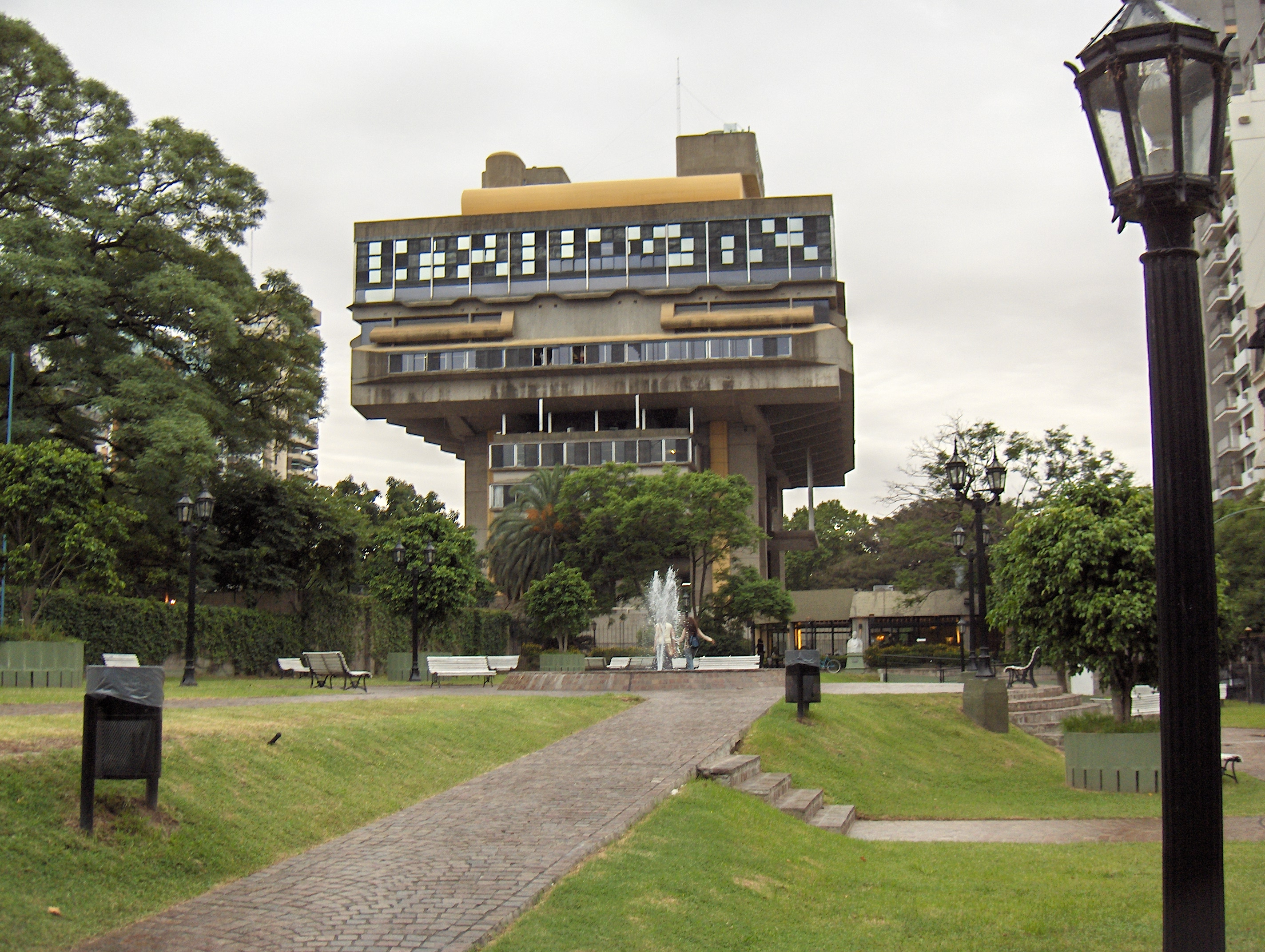
Biblioteca Nacional.